# Référentiel pédologique
Der Référentiel pédologique ist eine weltweit anwendbare Bodenklassifikation, die von der Association française pour l’étude du sol und dem Institut national de la recherche agronomique erarbeitet wurde. Im Ansatz ähnelt die Klassifikation der World Reference Base of Soil Resources, kann aber im Gegensatz zu letzterer erweitert werden.